# Petar Skok

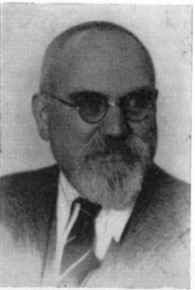
Petar Skok 1953

Petar Skok (* 1. März 1881 in Jurkovo Selo, Žumberak; † 3. Februar 1956 in Zagreb) war ein kroatischer Romanist, Slawist und Balkanologe.

## Leben und Werk
Skok studierte ab 1900 an der Universität Wien und promovierte 1905 bei Wilhelm Meyer-Lübke mit der Arbeit Die mit den Suffixen "-ācum, -ānum, -ascum" und "uscum" gebildeten südfranzösischen Ortsnamen (Halle an der Saale 1906; Beihefte zur Zeitschrift für romanische Philologie 2). Von 1904 bis 1917 unterrichtete er in Banja Luka (Bosnien) Deutsch, Französisch und Stenographie. Von 1917 bis 1919 war er Bibliothekar in Sarajevo. Skok war ab 1917 Privatdozent an der Universität Zagreb und lehrte dort von 1920 bis 1951 als Ordinarius für Romanische Philologie (Nachfolger: Petar Guberina). Er war 1949 Mitbegründer des International Council of Onomastic Sciences (ICOS).
Zu Skoks Schülern zählten Petar Guberina, Valentin Putanec, Vojmir Vinja, Žarko Muljačić und Pavao Tekavčić.
Skok war ab 1947 Mitglied der Jugoslawischen Akademie der Wissenschaften und Künste.

## Weitere Werke (Auswahl)
- Pojave vulgarno-latinskoga jezika na natpisima rimske provincije Dalmacije [Vulgärlatein in den Inschriften der römischen Provinz Dalmatien] (Zagreb 1915).
- Zum Balkanlatein, in: Zeitschrift für romanische Philologie 46, 1926, S. 385–410; 48, 1928, S. 398–413; 50, 1930, S. 484–532; 54, 1934, S. 175–215 und S. 424–499.
- Naša pomorska i ribarska terminologija [Unsere Meeres- und Fischereiterminologie] (Split, 1933)
- Dolazak Slovena na Mediteran [Das Vordringen der Slawen an das Mittelmeer], Split 1934
- Pregled francuske gramatike [Abriss der französischen Grammatik], 2 Bde., Zagreb 1938–1939
- Metodologija francuscoga jezika [Französisch lernen], Zagreb 1939
- Francuska književnost XIX. I XX. vijeka [Die französische Literatur des 19. und 20. Jahrhunderts], Zagreb 1939
- Osnovi romanske lingvistike [Grundlagen der romanistischen Linguistik], 3 Bde., Zagreb 1940
- Slavenstvo i romanstvo na jadranskim otocima [Slawische und romanische Elemente auf den adriatischen Inseln], 2 Bde., Zagreb 1950
- Tri starofrancuske hronike o Zadru iz godine 1202 [Drei altfranzösische Chroniken über die Belagerung von Zadar 1202], Zagreb 1951
- (unter Mitarbeit von Valentin Putanec) Etimologijski rječnik hrvatskoga ili srpskoga jezika [Etymologisches Wörterbuch des Serbokroatischen], hrsg. von Mirko Deanović und Ljudevit Jonke, 4 Bde., Zagreb 1971–1974 (bekannt als ERHSJ oder „der Skok“)